# Lovisa Ljungström
Malin Lovisa Johanna Ljungström (ur. 14 sierpnia 1998) – szwedzka zapaśniczka walcząca w stylu wolnym. Zajęła ósme miejsce w Pucharze Świata w 2017 i 2018. Mistrzyni Szwecji w 2016 i 2017 roku.